# IBA 84

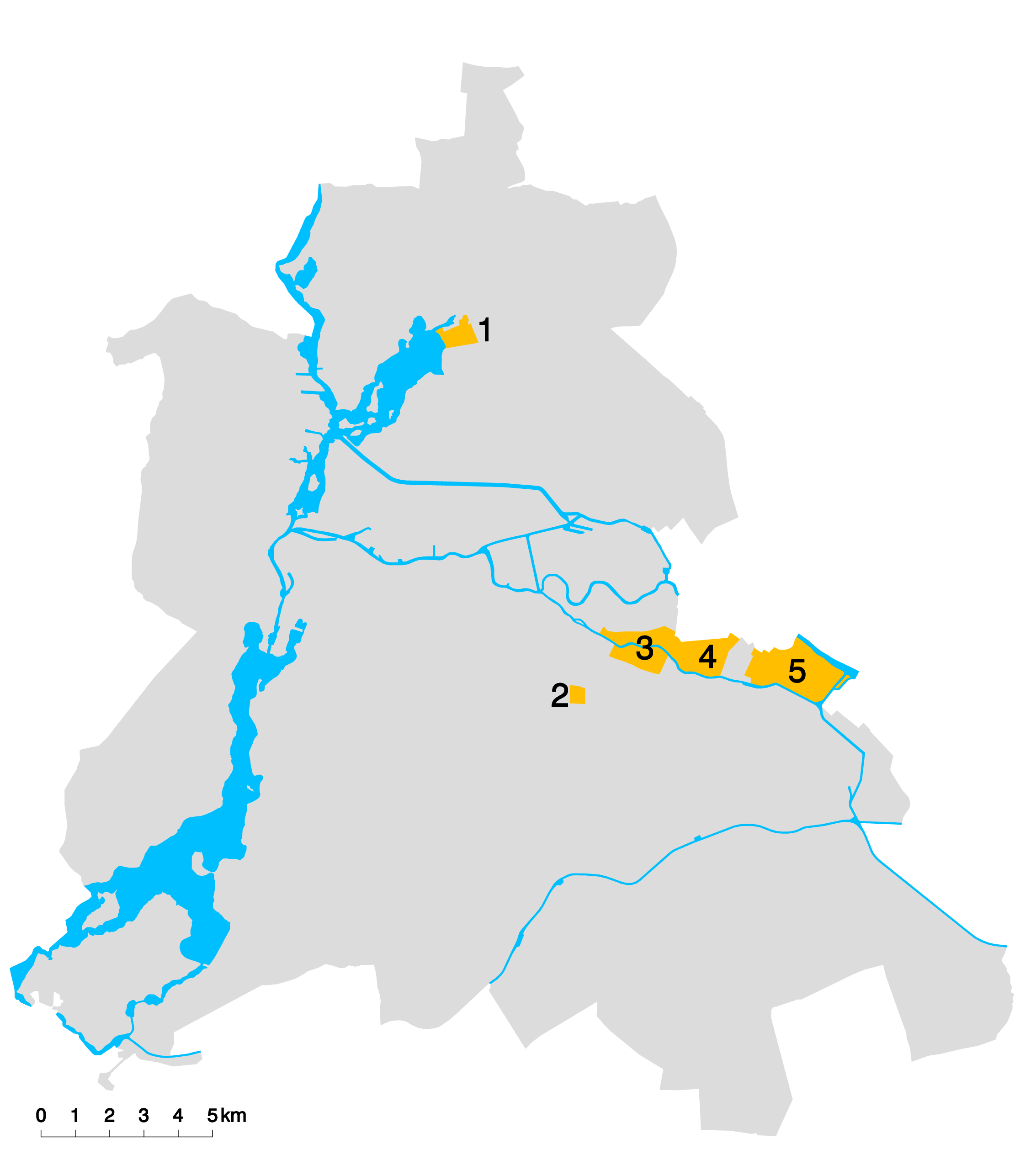
Le aree di intervento dell'IBA
1: Tegel
2: Prager Platz
3: Südliches Tiergartenviertel
4: Südliche Friedrichstadt
5: Kreuzberg 36

L'Internationale Bauausstellung ("mostra internazionale dell'edilizia") si tenne a Berlino Ovest in due fasi, nel 1984 e nel 1987.

## Inquadramento
Nel 1979, nel periodo della progressiva diffusione dell'architettura postmoderna, venne fondata a Berlino Ovest la società Internationale Bauausstellung GmbH (IBA), con l'obiettivo di organizzare un'esposizione internazionale di architettura analoga a quelle tenutesi nel 1910, nel 1931 e nel 1957.
Inizialmente era previsto di limitare il periodo di azione dell'IBA per soli cinque anni, dal 1979 al 1984; alcuni ritardi organizzativi indussero tuttavia a prolungare l'azione per un ulteriore triennio, fino al 1987, anno dei festeggiamenti per il 750º anniversario della città.
L'opera dell'IBA si concretizzò inizialmente con convegni e dibattiti, con l'intervento dei maggiori architetti dell'epoca; e in seguito, grazie a finanziamenti locali e federali, anche alla costruzione di edifici in varie aree della città, inserendosi nel solco dell'Interbau 57 che aveva portato alla ricostruzione del quartiere Hansa.
L'opera dell'IBA non fu volta alla sola risoluzione di problemi architettonici e urbanistici, ma si pose anche obiettivi sociali, secondo il motto Innenstadt als Wohnort ("centro città come luogo dell'abitare").

## Organizzazione
L'organizzazione fu divisa in due parti, denominate Neubau-IBA e Altbau-IBA (letteralmente: "IBA della nuova edilizia" e "IBA della vecchia edilizia").
La Neubau-IBA, diretta dall'architetto Josef Paul Kleihues, fu dedicata alle nuove realizzazioni edilizie; essa operò in quartieri caratterizzati da vuoti urbani, lasciati dai bombardamenti della seconda guerra mondiale (la Südliche Friedrichstadt, il quartiere Tiergarten-Süd, l'area di Wilmersdorf intorno a Prager Platz) o da riconversioni industriali (l'area ex portuale di Tegel). Complessivamente furono realizzati più di 4 000 alloggi, su progetto di architetti di fama internazionale (fra i tanti Rossi, Eisenman, Ungers), ma anche di giovani professionisti.
La Altbau-IBA, diretta dall'architetto Hardt-Waltherr Hämer, intervenne nell'area SO 36 (o Luisenstadt) del quartiere di Kreuzberg, caratterizzata da un'edilizia storica in gran parte fatiscente e da problemi sociali rilevanti. Abbandonando la prassi seguita fino ad allora in casi analoghi (demolizione e ricostruzione in stile moderno), si operò secondo il principio del "rinnovamento urbano prudente" (Behutsame Stadterneuerung), con un'estesa opera di manutenzione e restauro del patrimonio esistente e interventi sugli spazi pubblici, anche con il coinvolgimento degli abitanti. Complessivamente vennero recuperati 5 000 alloggi, più altri 600 di nuova costruzione.

## Galleria d'immagini

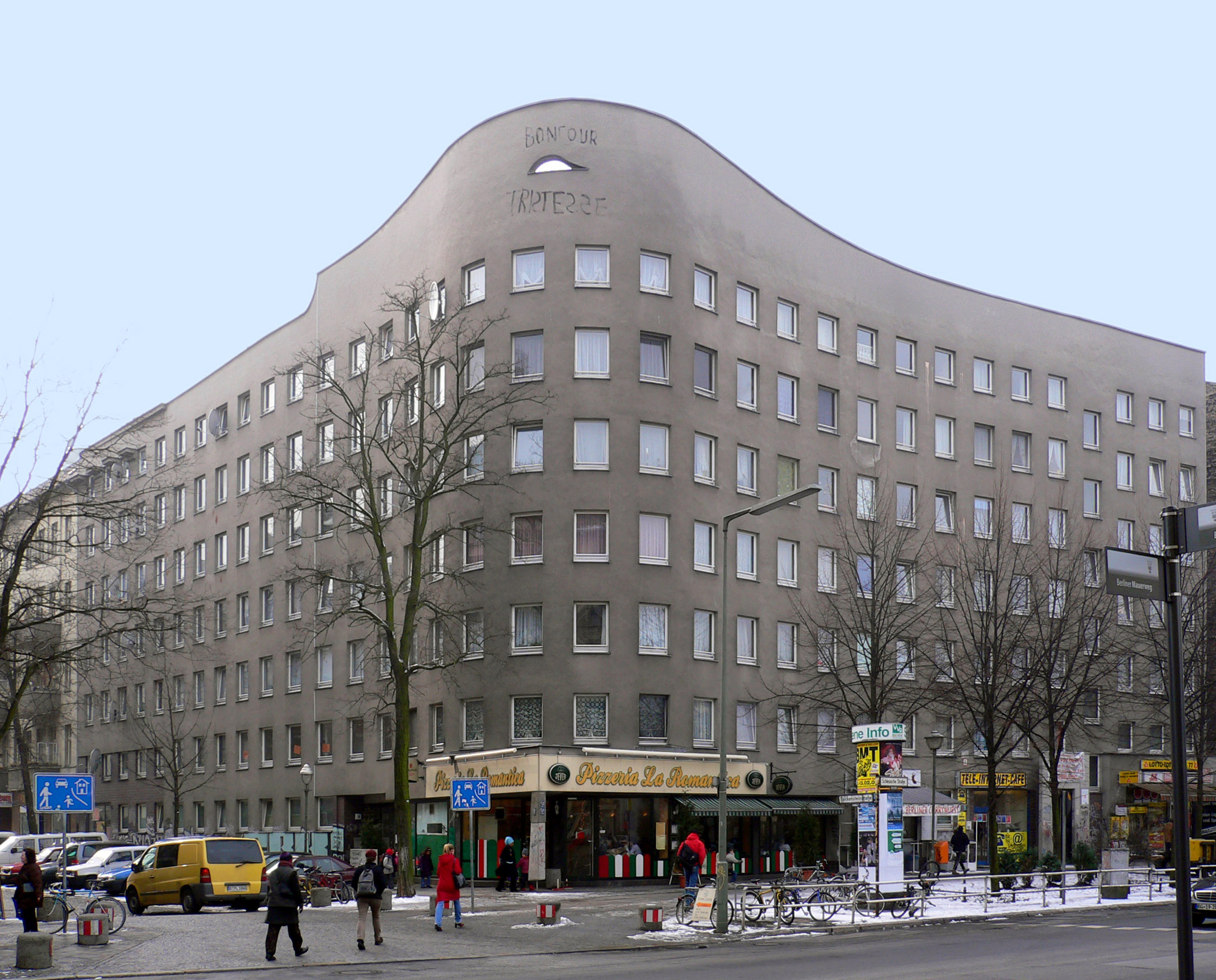
Edificio Bonjour Tristesse di Álvaro Siza a Kreuzberg SO 36
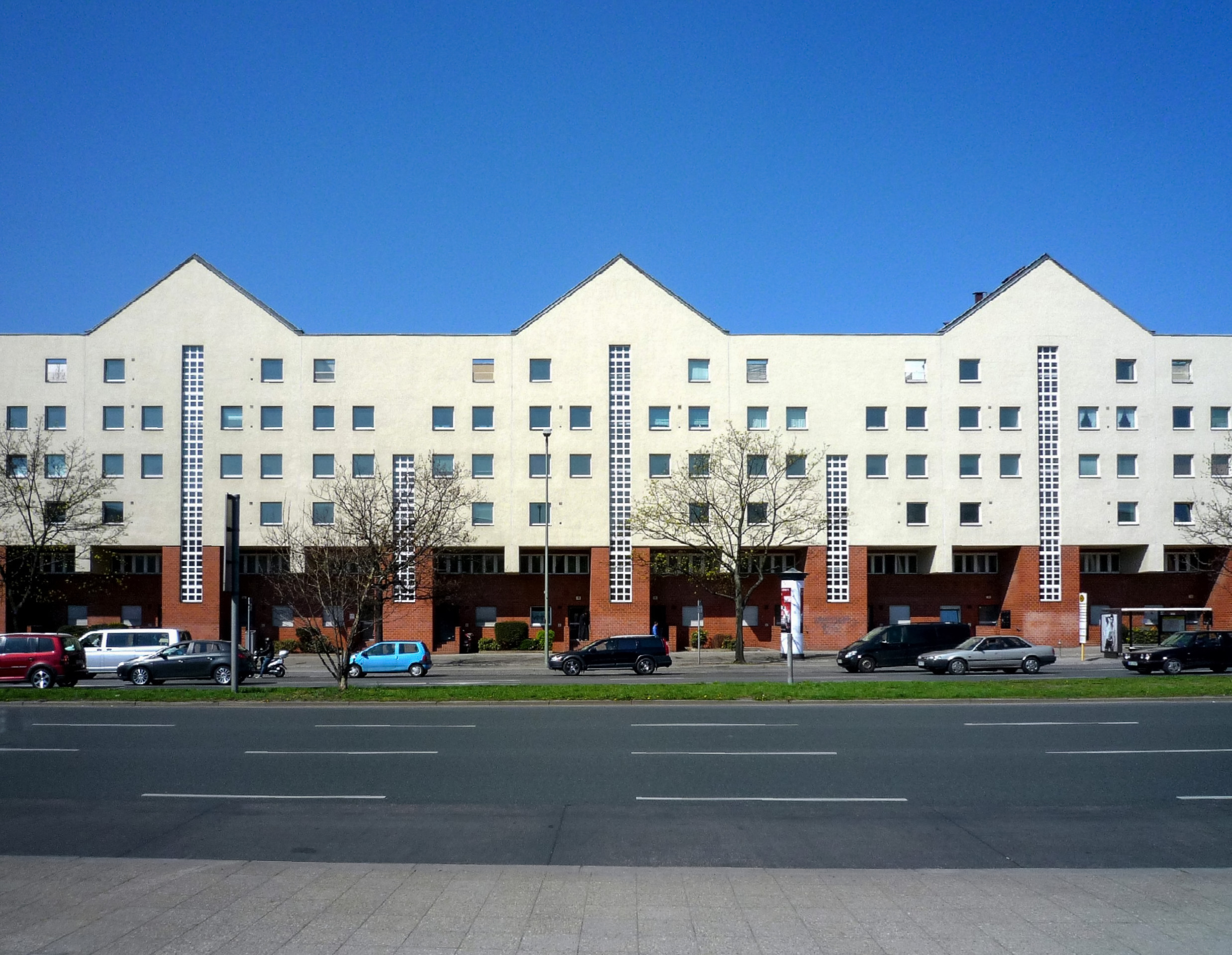
Edifici residenziali di Oswald Mathias Ungers a Tiergarten
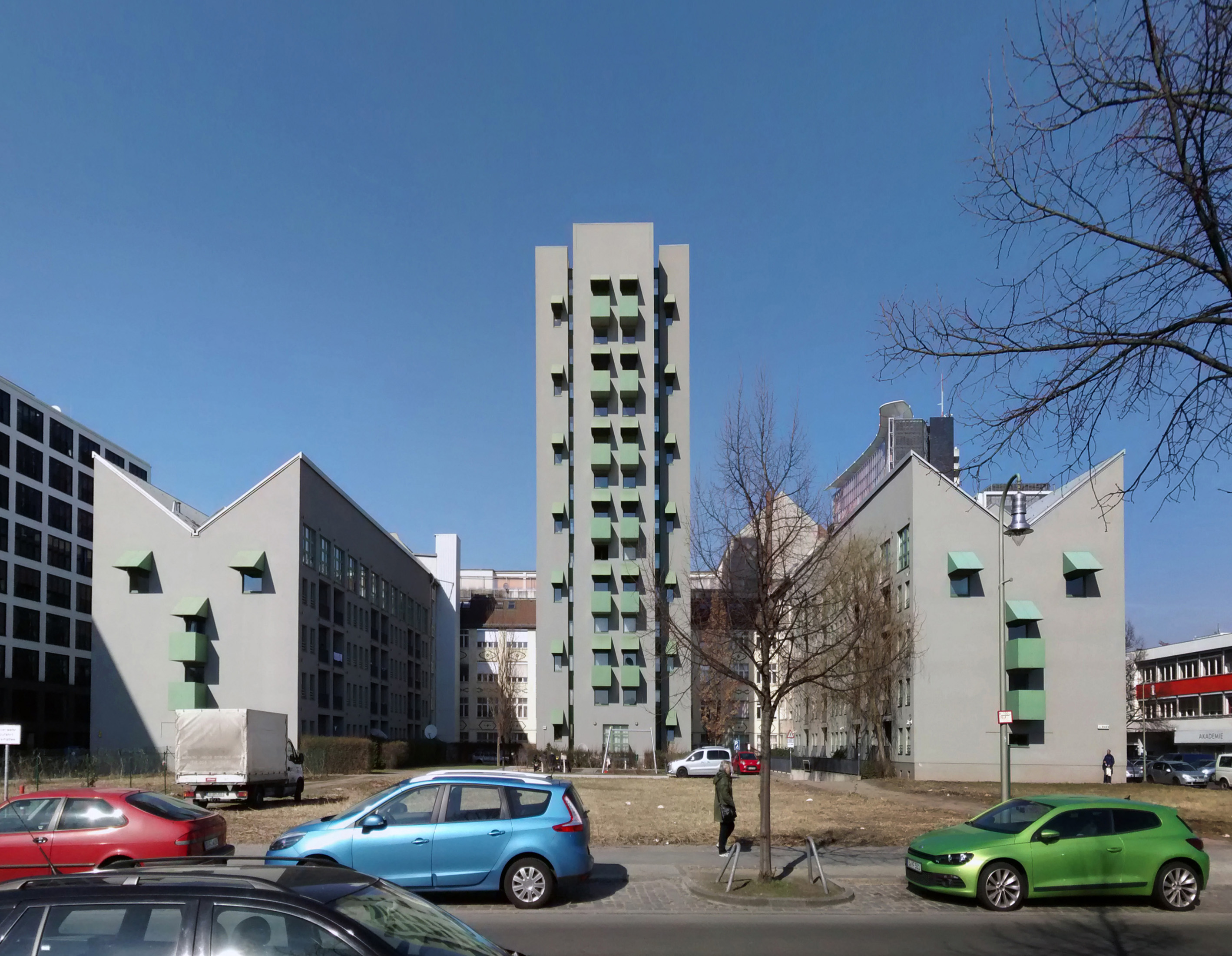
Edifici residenziali di John Hejduk a Kreuzberg (Südliche Friedrichstadt)
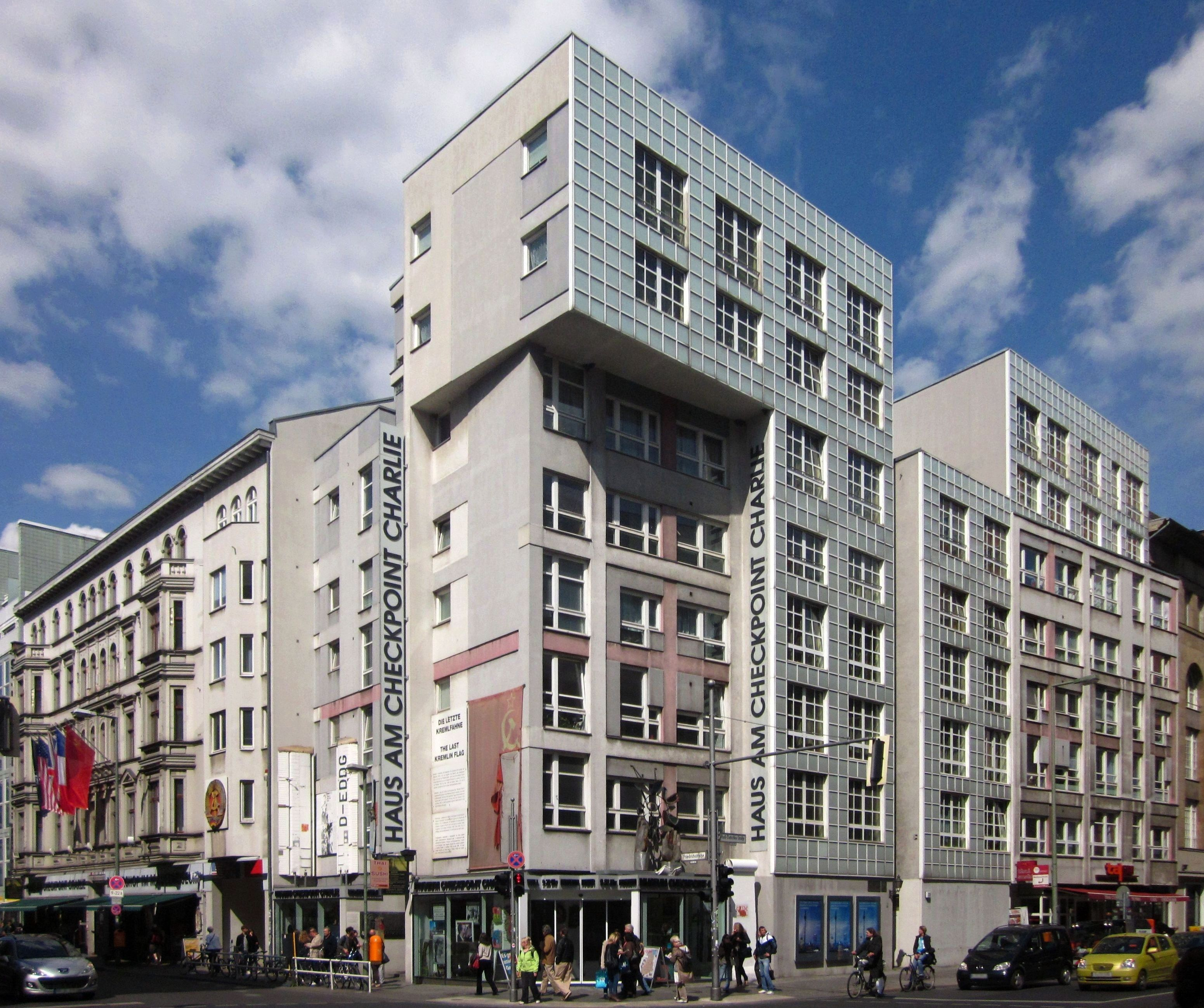
Haus am Checkpoint Charlie di Peter Eisenman a Kreuzberg (Südliche Friedrichstadt)